# Procytettix robinsoni
Procytettix robinsoni är en insektsart som beskrevs av Günther, K. 1974. Procytettix robinsoni ingår i släktet Procytettix och familjen torngräshoppor. Inga underarter finns listade i Catalogue of Life.